# Успеновка (Ставропольский край)
Успе́новка — село в составе Минераловодского района (городского округа) Ставропольского края России.

## География
Расстояние до краевого центра: 113 км. Расстояние до районного центра: 20 км.

## История
Населённый пункт основан в 1921 году. По данным Всесоюзной переписи 1926 года состоял из 47 дворов; число жителей — 182 (90 мужчин и 92 женщины); население — украинцы (малороссы). В административном отношении входил в состав Прикумского сельсовета Минераловодского района Терского округа:8—9.
До 2015 года село относилось к территории муниципального образования «Сельское поселение Прикумский сельсовет» Минераловодского района Ставропольского края.

## Население
| 1926 | 1989 | 2002 | 2010 | 2014 |
| ---- | ---- | ---- | ---- | ---- |
| 182  | ↗288 | ↗348 | ↗371 | ↗400 |

По данным переписи 2002 года, 85 % населения — русские.